# Methods in Enzymology
Methods in Enzymology (abgekürzt Methods Enzymol.) ist eine Buchreihe des Elsevier-Verlags (ursprünglich Academic Press), die seit 1955 erscheint und sich mit biochemischen Labormethoden beschäftigt. Sie gilt als eine der wichtigsten Publikationen im Bereich der Biochemie. Der erste Band der Serie erschien 1955 und beschrieb die Gewinnung und biochemische Analyse von Enzymen. Spätere Bände beschäftigten sich mit Methoden für die Arbeit mit zahlreichen verschiedenen biochemischen Systemen wie spezifischen Enzymen- und Substanzklassen, Stoffwechselwegen, aber auch mit zellbiologischen und molekularbiologischen Methoden.
Es existieren (Stand 2022) über 600 Bände.

## Metriken
Impact Factor:
- 2022: 1,682[2]

CiteScore:
- 2022: 2,7[2]